# Brazze
Die Brazze, oder Bracca, war ein Längenmaß in Tirol und um Mailand. Es war eine Bezeichnung für den Fuß. Das Maß war in den Geltungsbereichen unterschiedlich.
In Bozen, hier auch als Bozener Brazze/Braccio bezeichnet, war 1 Brazze = 243 7⁄10 Pariser Linien = 0,5497 Meter.
In Lodi galt: 1 Brazze = 202 1⁄5 Pariser Linien = 0,45 Meter
Beachte die Schreibweise: Brazza war ein Maß für Flüssigkeiten und war 0,23895 Hektoliter groß.